# Himantura fava
Himantura fava és una espècie de peix pertanyent a la família dels dasiàtids.

## Descripció
- Pot arribar a fer 120 cm de llargària màxima.
- Disc amb perfil quadrangular.
- Els joves presenten taques relativament grans al disc.[4][5]

## Reproducció
És vivípar.

## Alimentació
Hom creu que menja crustacis i peixets.

## Hàbitat
És un peix marí, demersal i de clima tropical, el qual es troba en aigües costaneres i sobre fons tous.

## Distribució geogràfica
Es troba a l'Índia, Indonèsia i el golf de Tailàndia.

## Observacions
És inofensiu per als humans i consumit per la seua carn, la pell (d'un alt valor comercial) i el cartílag.